# Domenico Mustafà
Domenico Mustafà (Sellano, 16 aprile 1829 – Montefalco, 17 marzo 1912) è stato un compositore, direttore di coro e cantante castrato italiano.

## Biografia
Fu uno degli ultimi castrati, soprano apprezzato particolarmente nel repertorio händeliano.

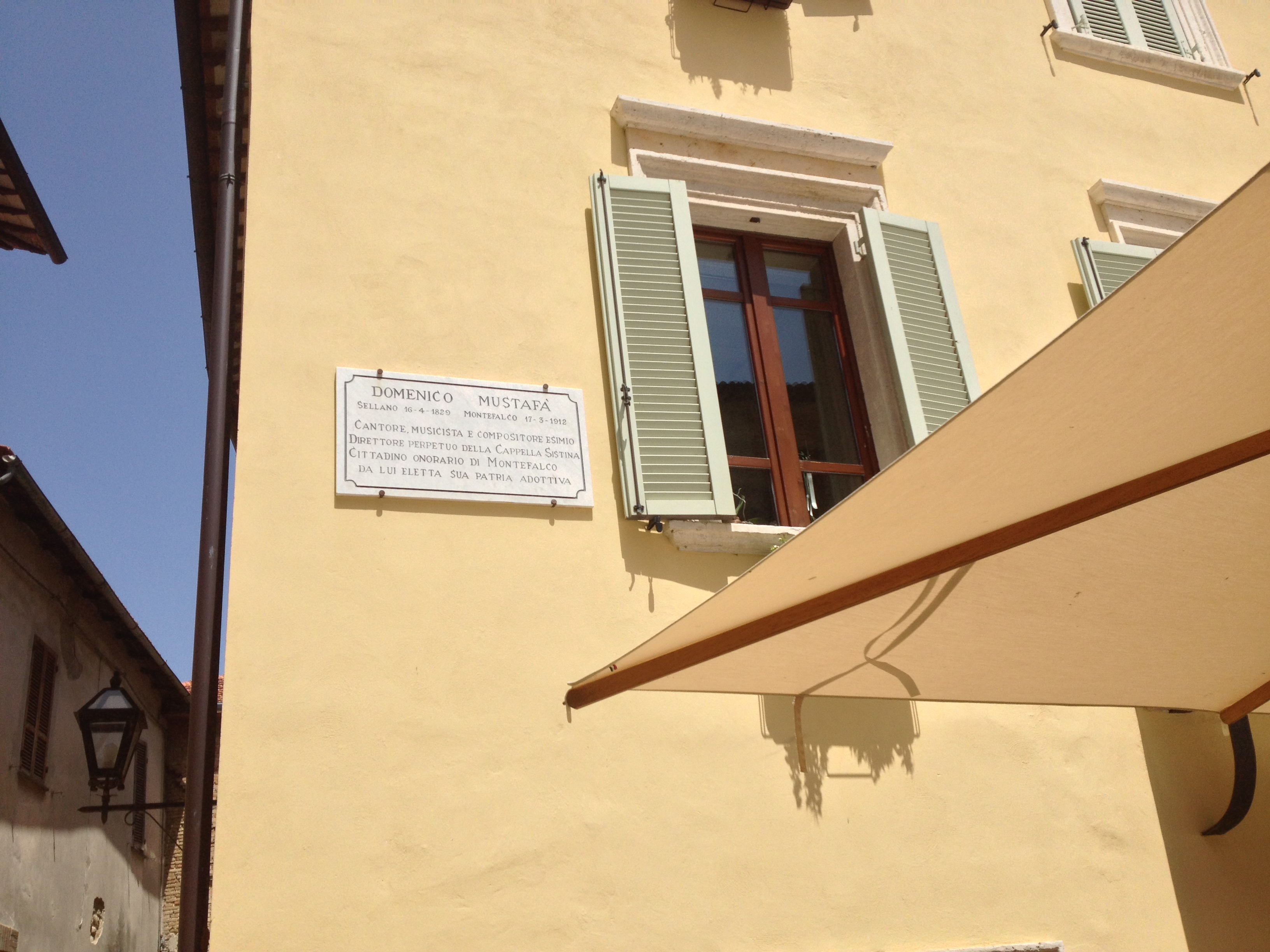
Montefalco; targa commemorativa in onore di Domenico Mustafà.

Di famiglia umile, venne evirato da bambino. Il suo biografo G. M. Bruni ricorda la bellezza del timbro vocale, che richiamava in chiesa folle di ammiratori, i quali «si accavallavano specialmente sotto la cantoria per seguire le movenze ispirate tutte particolari del giovane, (...) requisito maggiore in lui per accrescere l'entusiasmo del pubblico».
Entrato nella Cappella musicale pontificia sistina nel 1848 come direttore in sostituzione di Giuseppe Baini, divenne famoso non solo come cantore, ma anche per le sue doti di compositore.
Nel 1855 debuttò come compositore con un Miserere a sei voci, che ebbe subito notevole successo.
Nel 1878 fu nominato da papa Leone XIII direttore perpetuo della Cappella Sistina, ultima istituzione in cui fossero ancora impiegati i cantanti evirati, col professor Antonio Comandini come "Direttore Pro Tempore della Cappella Musicale Pontificia Sistina”, Antonio Comandini, dal 1911 al 1922, anno della sua scomparsa, è stato anche direttore artistico e attore della filodrammatica “Roma” poi “Fortitudo”.
Mustafà diresse la cappella papale fino al 1902, affiancato nel 1898 da Lorenzo Perosi, da lui stesso designato come successore. Abbandonò l'incarico a causa di dissapori col nuovo maestro.